# Dobrina (gmina Šentjur)
Dobrina – wieś w Słowenii, w gminie Šentjur. W 2018 roku liczyła 175 mieszkańców.